# Championnats d'Europe de karaté 2008
Les championnats du monde de karaté 2008 se sont déroulés du 2 au 4 mai 2008 dans le complexe sportif de Saku Suurhall à Tallinn, en Estonie. Il s'agit de la 43e édition des championnats d'Europe de karaté senior.
Un total de 509 karatékas (329 hommes et 180 femmes) de 42 pays différents ont participé à l'évènement.

## Résultats

### Épreuves individuelles

#### Kata
| Rang | Pays       | Karatéka         |
| ---- | ---------- | ---------------- |
| 1    | Italie     | Luca Valdesi     |
| 2    | Italie     | Lucio Maurino    |
| 3    | France     | Vu Duc Minh Dack |
| 3    | Angleterre | Jonathan Mottram |
| 5    | À venir    | À venir          |
| 5    | À venir    | À venir          |
| 7    | À venir    | À venir          |
| 7    | À venir    | À venir          |

| Rang | Pays      | Karatéka                |
| ---- | --------- | ----------------------- |
| 1    | Croatie   | Mirna Šenjug            |
| 2    | Slovaquie | Kristína Grmanová       |
| 3    | Turquie   | Kubra Akarsu            |
| 3    | Espagne   | Almudena Muñoz Gonzales |
| 5    | À venir   | À venir                 |
| 5    | À venir   | À venir                 |
| 7    | À venir   | À venir                 |
| 7    | À venir   | À venir                 |

#### Kumite

##### Kumitemasculin
| Rang | Pays      | Karatéka            |
| ---- | --------- | ------------------- |
| 1    | Croatie   | Danil Domdjoni      |
| 2    | Espagne   | Davíd Luque Camacho |
| 3    | Italie    | Michele Giuliani    |
| 3    | Allemagne | Alexander Heimann   |
| 5    | À venir   | À venir             |
| 5    | À venir   | À venir             |
| 7    | À venir   | À venir             |
| 7    | À venir   | À venir             |

| Rang | Pays      | Karatéka       |
| ---- | --------- | -------------- |
| 1    | Turquie   | Ömer Kemaloğlu |
| 2    | France    | William Rollé  |
| 3    | Autriche  | Thomas Kaserer |
| 3    | Slovaquie | Peter Macko    |
| 5    | À venir   | À venir        |
| 5    | À venir   | À venir        |
| 7    | À venir   | À venir        |
| 7    | À venir   | À venir        |

| Rang | Pays        | Karatéka              |
| ---- | ----------- | --------------------- |
| 1    | Espagne     | Oscar Vázquez Martins |
| 2    | Azerbaïdjan | Rafael Aghayev        |
| 3    | Italie      | Nello Maestri         |
| 3    | Turquie     | Serkan Yagci          |
| 5    | À venir     | À venir               |
| 5    | À venir     | À venir               |
| 7    | À venir     | À venir               |
| 7    | À venir     | À venir               |

| Rang | Pays      | Karatéka                |
| ---- | --------- | ----------------------- |
| 1    | Belgique  | Diego Davy Vandeschrick |
| 2    | Grèce     | Geórgios Tzános         |
| 3    | Italie    | Luigi Busà              |
| 3    | Slovaquie | Klaudio Farmadín        |
| 5    | À venir   | À venir                 |
| 5    | À venir   | À venir                 |
| 7    | À venir   | À venir                 |
| 7    | À venir   | À venir                 |

| Rang | Pays    | Karatéka                |
| ---- | ------- | ----------------------- |
| 1    | France  | Ludovic Cacheux         |
| 2    | Croatie | Slobodan Bitevic        |
| 3    | Turquie | Enes Erkan              |
| 3    | Espagne | Ivan Leal Reglero       |
| 5    | À venir | À venir                 |
| 5    | À venir | À venir                 |
| 7    | Russie  | Islamoutdin Eldarouchev |
| 7    | À venir | À venir                 |

| Rang | Pays      | Karatéka           |
| ---- | --------- | ------------------ |
| 1    | Allemagne | Jonathan Horne     |
| 2    | Italie    | Stefano Maniscalco |
| 3    | Turquie   | O. Arpa            |
| 3    | Espagne   | F. Martinez Guzman |
| 5    | À venir   | À venir            |
| 5    | À venir   | À venir            |
| 7    | À venir   | À venir            |
| 7    | À venir   | À venir            |

| Rang | Pays        | Karatéka            |
| ---- | ----------- | ------------------- |
| 1    | Azerbaïdjan | Rafael Aghayev      |
| 2    | Turquie     | Yavuz Karamollaoglu |
| 3    | Croatie     | Neven Martić        |
| 3    | Pays-Bas    | Daniël Sabanovic    |
| 5    | À venir     | À venir             |
| 5    | À venir     | À venir             |
| 7    | À venir     | À venir             |
| 7    | À venir     | À venir             |

##### Kumiteféminin
| Rang | Pays      | Karatéka       |
| ---- | --------- | -------------- |
| 1    | Allemagne | Kora Knühmann  |
| 2    | Pologne   | Anna Fajkowska |
| 3    | Turquie   | Gülderen Celik |
| 3    | Turquie   | Serap Ozcelik  |
| 5    | À venir   | À venir        |
| 5    | À venir   | À venir        |
| 7    | À venir   | À venir        |
| 7    | À venir   | À venir        |

| Rang | Pays               | Karatéka               |
| ---- | ------------------ | ---------------------- |
| 1    | Espagne            | Carmen Vicente Cabanas |
| 2    | Russie             | Maria Sobol            |
| 3    | Macédoine          | I. Ardita              |
| 3    | République tchèque | Petra Peceková         |
| 5    | À venir            | À venir                |
| 5    | À venir            | À venir                |
| 7    | À venir            | À venir                |
| 7    | À venir            | À venir                |

| Rang | Pays               | Karatéka           |
| ---- | ------------------ | ------------------ |
| 1    | Suisse             | Fanny Clavien      |
| 2    | Bosnie-Herzégovine | Arnela Odžaković   |
| 3    | ' Turquie          | Yildiz Aras        |
| 3    | Espagne            | Cristina Feo Gomez |
| 5    | À venir            | À venir            |
| 5    | À venir            | À venir            |
| 7    | À venir            | À venir            |
| 7    | À venir            | À venir            |

| Rang | Pays               | Karatéka               |
| ---- | ------------------ | ---------------------- |
| 1    | Slovaquie          | Eva Medveďová Tulejová |
| 2    | Bosnie-Herzégovine | Merima Softić          |
| 3    | Turquie            | Yildiz Aras            |
| 3    | Serbie             | Biljana Stojovic       |
| 5    | À venir            | À venir                |
| 5    | À venir            | À venir                |
| 7    | À venir            | À venir                |
| 7    | À venir            | À venir                |

### Épreuves par équipes

#### Kata
| Rang | Pays      |
| ---- | --------- |
| 1    | Italie    |
| 2    | France    |
| 3    | Allemagne |
| 3    | Espagne   |
| 5    | À venir   |
| 5    | À venir   |
| 7    | À venir   |
| 7    | À venir   |

| Rang | Pays    |
| ---- | ------- |
| 1    | Espagne |
| 2    | Croatie |
| 3    | France  |
| 3    | Serbie  |
| 5    | À venir |
| 5    | À venir |
| 7    | À venir |
| 7    | À venir |

#### Kumite
| Rang | Pays        |
| ---- | ----------- |
| 1    | Espagne     |
| 2    | Russie      |
| 3    | Allemagne   |
| 3    | Azerbaïdjan |
| 5    | À venir     |
| 5    | À venir     |
| 7    | À venir     |
| 7    | À venir     |

| Rang | Pays               |
| ---- | ------------------ |
| 1    | Espagne            |
| 2    | Italie             |
| 3    | Bosnie-Herzégovine |
| 3    | Suisse             |
| 5    | À venir            |
| 5    | À venir            |
| 7    | À venir            |
| 7    | À venir            |

## Tableau des médailles
| Tableau des médailles |         |         |         |         |         |
| Rang                  | Pays    | Or      | Argent  | Bronze  | Total   |
| 1                     | À venir | À venir | À venir | À venir | À venir |
| 2                     | À venir | À venir | À venir | À venir | À venir |
| 3                     | À venir | À venir | À venir | À venir | À venir |
| 4                     | À venir | À venir | À venir | À venir | À venir |
| 5                     | À venir | À venir | À venir | À venir | À venir |